# Wyspa Motutapu
Wyspa Motutapu (ang. Motutapu Island) – wyspa położona w zatoce Hauraki, na północ od miasta Auckland w Nowej Zelandii. Wyspa nie jest pochodzenia wulkanicznego, ale jest obecnie połączona przesmykiem z wulkaniczną wyspą Rangitoto. W czasach historycznych wyspa była zamieszkana przez Maorysów, aż do czasu wybuchu wulkanu Rangitoto (w XV wieku).

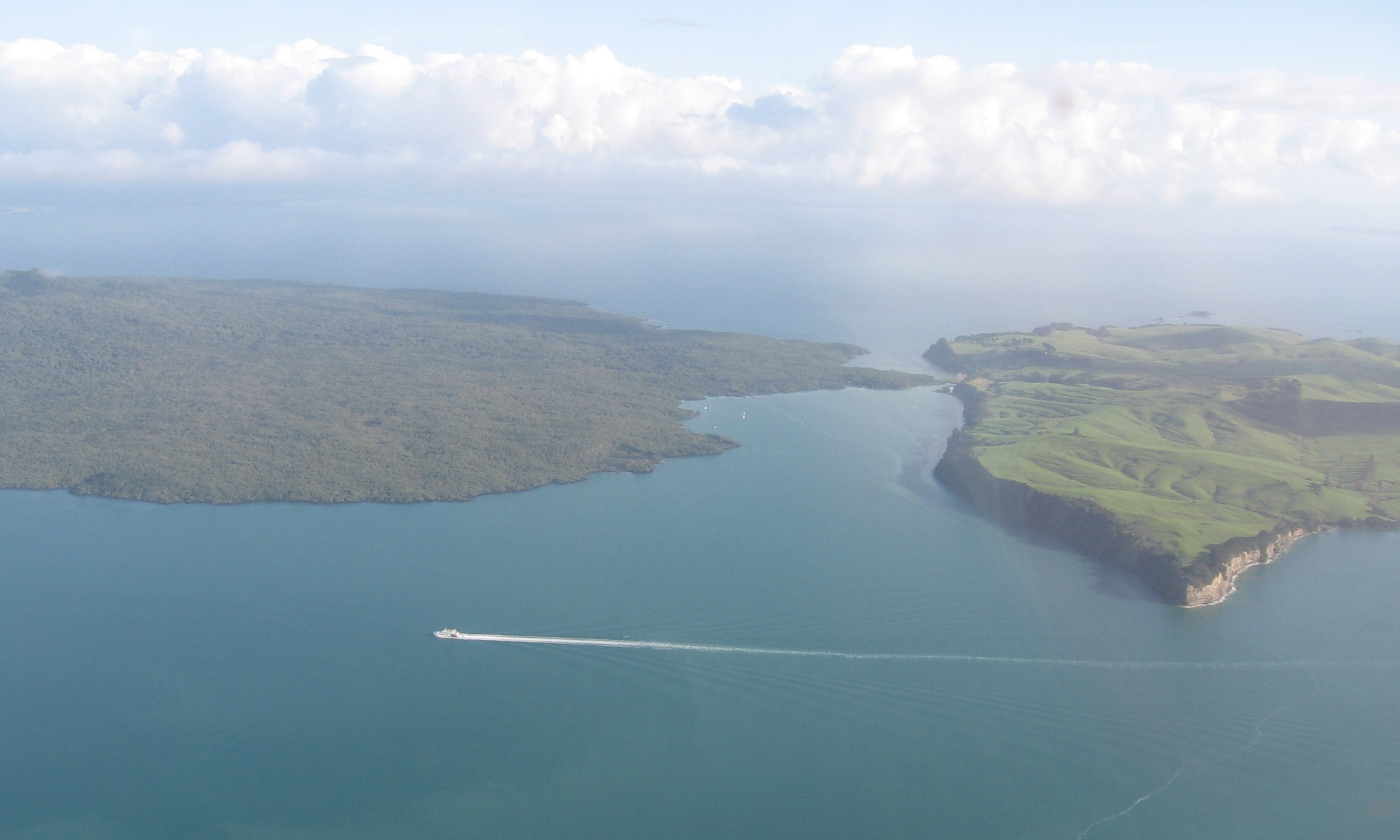
Wyspy w zatoce Hauraki: otoczona klifami Motutapu (po prawej) i wulkaniczna Rangitoto (z lewej)